# Ligustr lśniący
Ligustr lśniący (Ligustrum lucidum W.T.Aiton) – gatunek wiecznie zielonego drzewa z rodziny oliwkowatych, przez część badaczy uważany za szczególną odmianę ligustra japońskiego.

## Występowanie
Pochodzi z Chin (regiony: Anhui, Fujian, Gansu, Guangdong, Guangxi, Guizhou, Henan, Hubei, Hunan, Jiangsu, Jiangxi, Shaanxi, Syczuan, Tybet, Junnan, Zhejiang). Rozprzestrzenił się również w innych rejonach Azji, w Australii i Nowej Zelandii, gdzieniegdzie w Ameryce Południowej i Afryce. W wielu krajach świata jest uprawiany.

## Morfologia

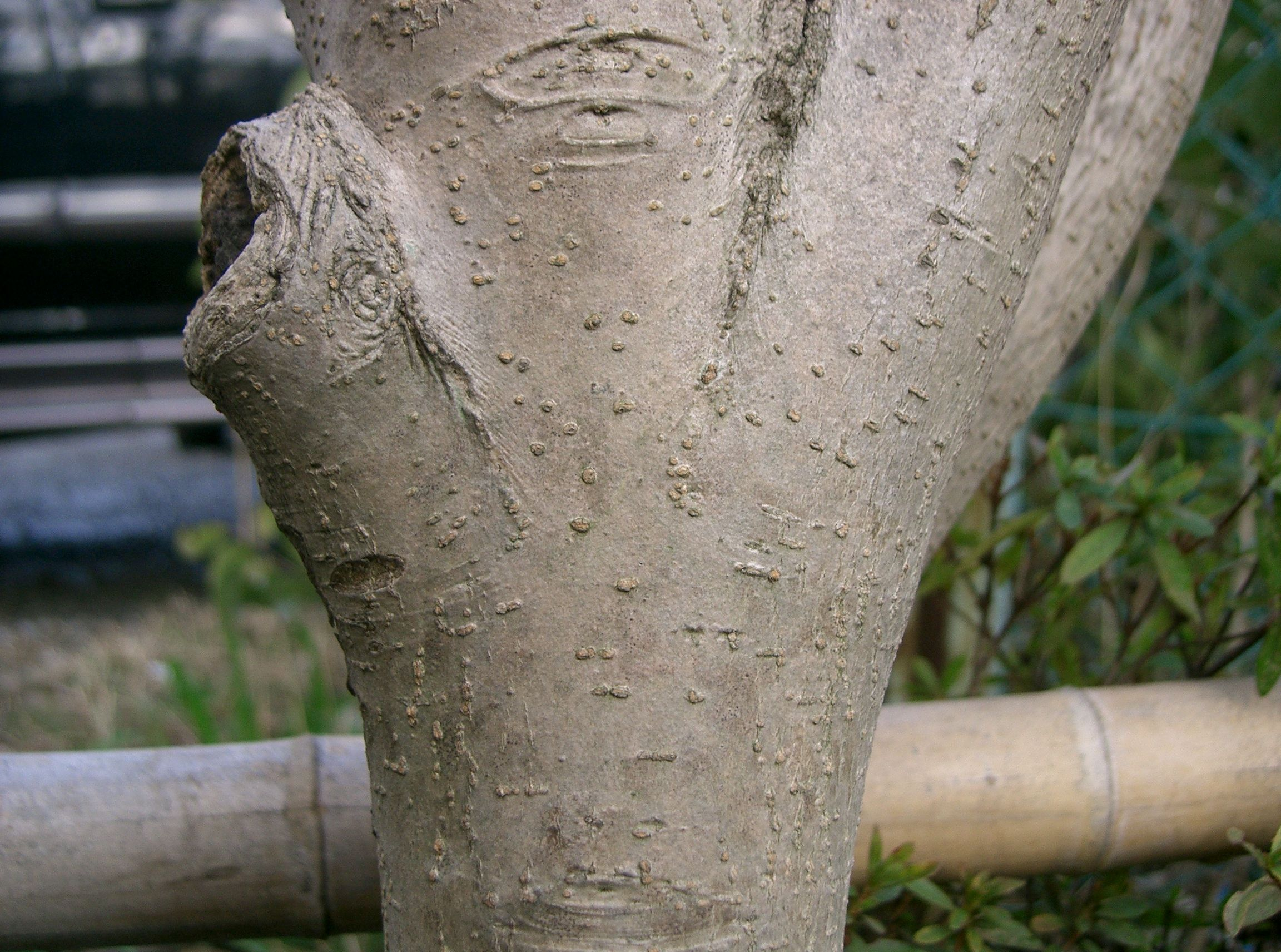
Pień

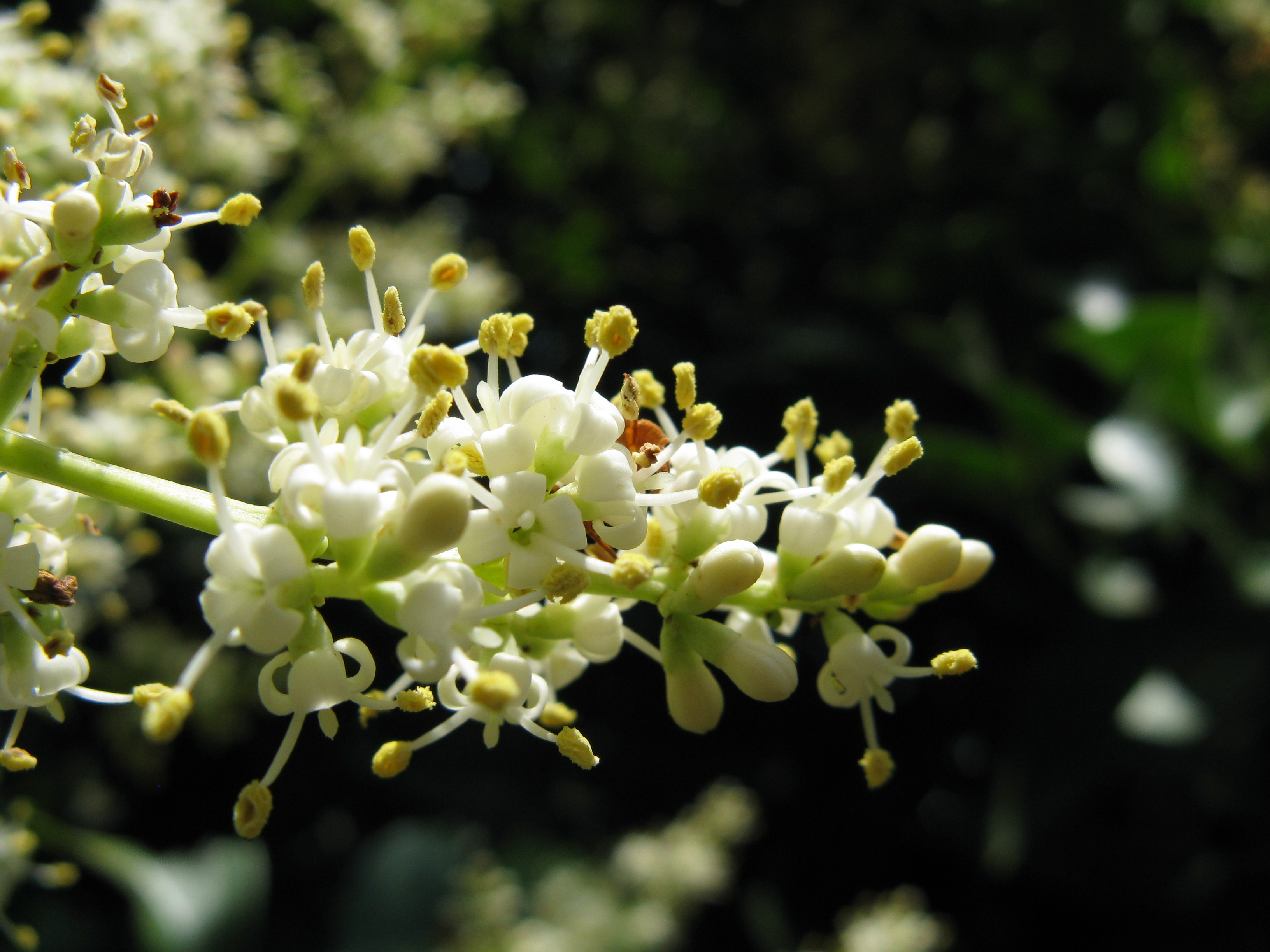
Kwiaty

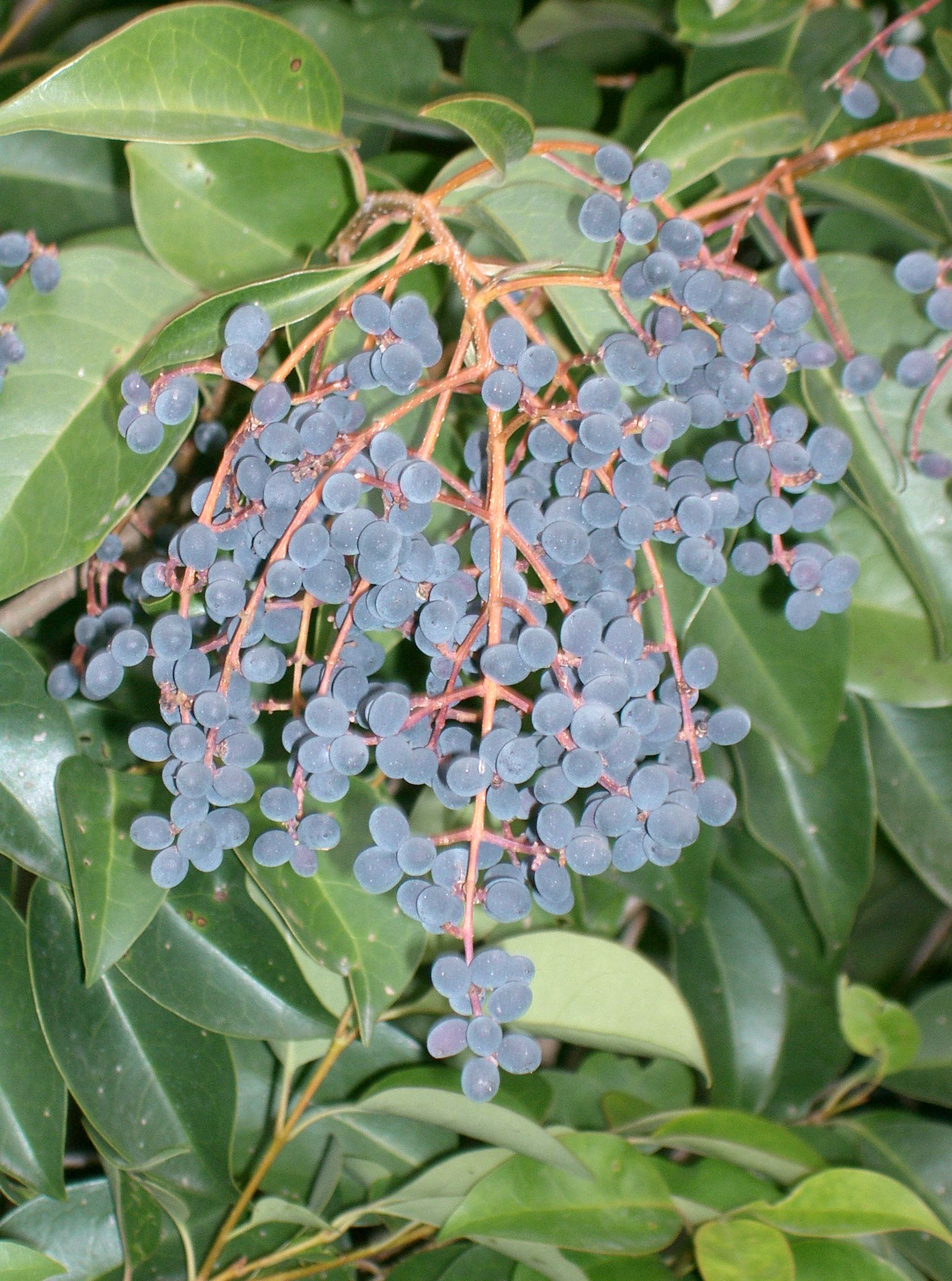
Owoce

PokrójWiecznie zielone drzewo o wysokości 10–15 m, z półkolistą lub podłużnie owalną koroną, często także rozwinięty jako silnie rozkrzewione małe drzewo lub krzew.
PieńProsty krótki.
GałęzieWyrastające promieniście, przeważnie stromo wzniesione, rozgałęzione.
KoraPoczątkowo gładka, następnie delikatnie popękana lub bruzdkowana, szara z jaśniejszymi  jasnoszarymi smugami.
LiścieNaprzeciwległe, lancetowato-podłużne, na bardzo krótkich ogonkach, długości ok. 7–12 cm i szerokości 1–2 cm, z wierzchu silnie błyszczące, ciemnozielone.
KwiatyKremowobiałe lub barwy kości słoniowej, o mocnym zapachu. Zebrane w wydłużonych szczytowych wiechach o długości 10–20 cm.
OwoceJagoda wielonasienna, dojrzała koloru czarnego, trująca.

## Własności trujące
Roślina trująca. Mechanizm działania trującego nie jest znany. Zawiera ligustrynę oraz inne związki o działaniu trującym, które są obecne w liściach, owocach i zapachu kwiatów. Powoduje zaburzenia żołądkowo-jelitowe i uszkodzenie wątroby; istnieje prawdopodobieństwo zejścia śmiertelnego. U ludzi wdychanie zapachu kwiatów może prowadzić do uszkodzenia dróg oddechowych. Roślina jest najprawdopodobniej trująca dla zwierząt hodowlanych: owiec, bydła i w szczególności dla koni, zaś w mniejszym stopniu dla kóz.

## Zastosowanie
- Jest uprawiany jako roślina ozdobna, szczególnie w parkach. Dobrze nadaje się na żywopłoty. W Europie uprawiany jest w krajach śródziemnomorskich. W Polsce nie jest w pełni mrozoodporny (strefy mrozoodporności 7-10)[7].
- W tradycyjnej medycynie chińskiej dojrzałe i wysuszone jagody są stosowane jako działające tonizująco yin, w przypadku szumów w uszach i przypuszczalnie jako pobudzające układ odpornościowy. W Chinach drzewo uznawane jest za symbol czystości seksualnej.